# Egon Müller (Rechtswissenschaftler)
Egon Müller (* 28. März 1938 in Frankenholz; † 28. Juli 2022) war ein deutscher Strafverteidiger und Rechtswissenschaftler.

## Leben
Nach seinem Abitur am Realgymnasium in Homburg studierte Müller Rechtswissenschaften an der Universität des Saarlandes und der Ruprecht-Karls-Universität Heidelberg. Im Jahr 1961 legte er die erste juristische Staatsprüfung und 1965 die zweite ab. Er promovierte 1966 in Saarbrücken über den Erziehungserfolg der Jugendstrafe von unbestimmter Dauer.
In den Jahren 1961 bis 1970 war er in Saarbrücken als Assistent am Kriminologischen Institut von Gerhard Kielwein tätig. Seit 1970 arbeitet er als Rechtsanwalt in der Saarbrücker Kanzlei Rodenbüsch-Heimes (heute Heimes & Müller), deren Sozius er von 1971 bis 2003 war. Daneben war er an der Universität des Saarlandes wissenschaftlich tätig und wurde 1987 zum Honorarprofessor für Strafrecht und Strafprozessrecht ernannt.
Müllers Arbeitsschwerpunkte waren das Wirtschafts- und Steuerstrafrecht, das Umweltstrafrecht sowie das Arztstrafrecht. Müller war an den Herstatt-Prozessen beteiligt und hatte außerdem unter anderem Otto Graf Lambsdorff in der Flick-Affäre, Joachim Funk im Mannesmann-Prozess sowie Peter Hartz in der VW-Affäre verteidigt.
Die saarländische Justizministerin Ingeborg Spoerhase-Eisel ernannte ihn am 28. März 2003 zum Justizrat. Er habe durch „sein Ansehen, das er sich als bundesweit tätiger Strafverteidiger erworben hat, [...] maßgeblich zum Rufe des Saarlandes nach außen“ beigetragen.